# 타인의 멜로디
"타인의 멜로디"는 2014년에 개봉한 대한민국의 영화이다.

## 캐스팅
- 서지승 : 수진 역
- 편보승 : 광수 역
- 이유경 : 미나 역
- 임상준 : 병호 역
- 김진호 : 기태 역